# Ballet Real Danés
El Ballet Real Danés (en danés: Den Kongelige Ballet) es una compañía de ballet clásico de renombre internacional, con sede en el Teatro Real Danés de Kongens Nytorv, Copenhague, Dinamarca. Es una de las compañías de ballet más antiguas del mundo y tiene su origen en 1748, cuando se fundó el Teatro Real Danés. Se organizó finalmente en 1771 en respuesta a la gran popularidad de los estilos de danza francés e italiano. La compañía se fundó con la apertura del Teatro Real Danés, que le ha servido de sede desde entonces. La escuela del Ballet Real Danés se fundó en 1771 bajo la dirección del profesor de ballet francés Pierre Laurent (1730-1807), luego Vincenzo Galeotti la desarrolló y August Bournonville fundó su metodología para la escuela.

## Historia

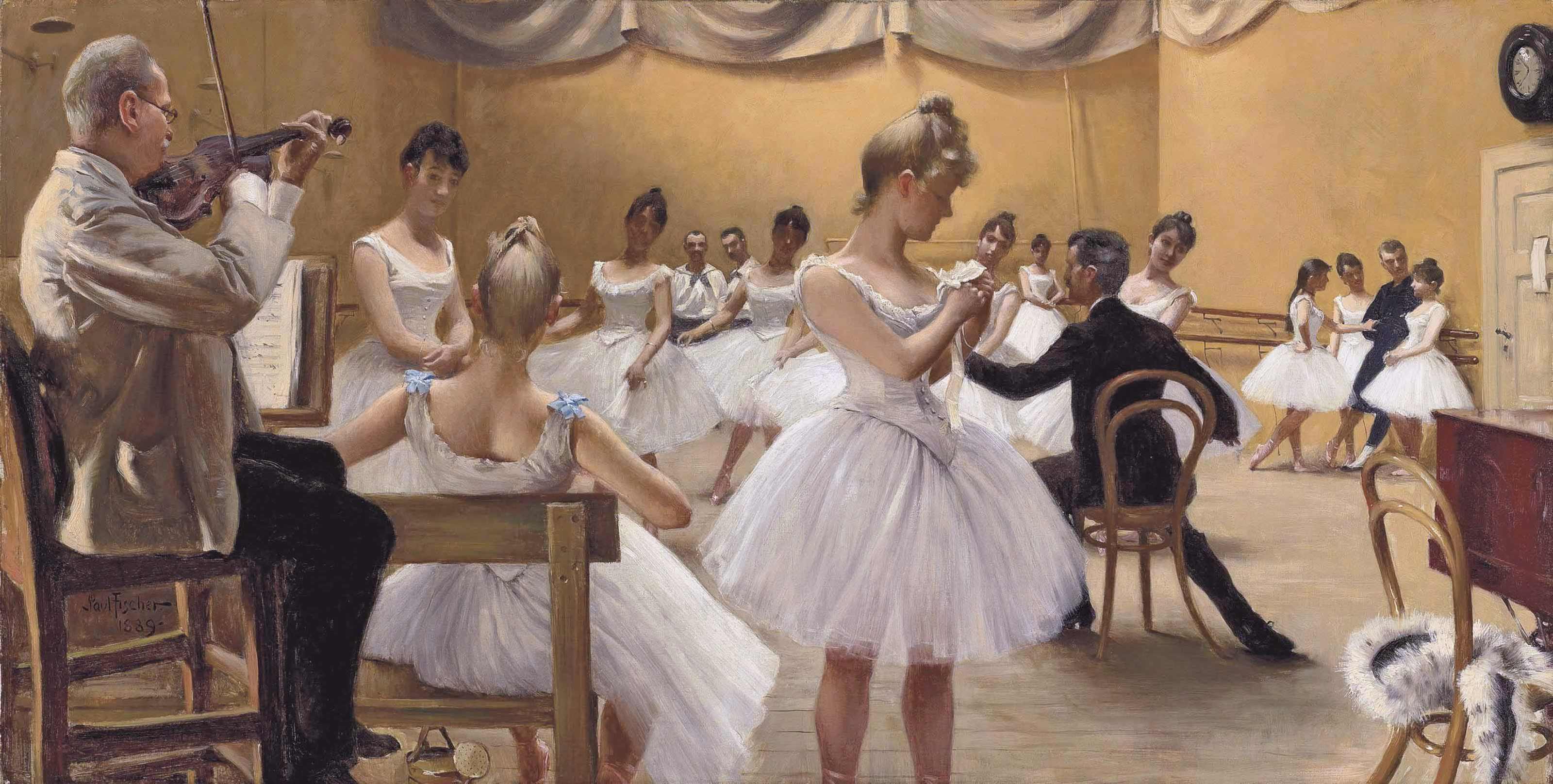
La Escuela de Ballet del Teatro Real, Copenhague (1889) de Paul Gustave Fischer. El cuadro muestra al violinista Busch, a la bailarina Charlotte Weihe (de pie en el centro, en primer plano) y al maestro de ballet Emil Hansen, sentado a la derecha.

Desde el principio, el Ballet Real Danés empleó a algunos de los principales bailarines y coreógrafos franceses e italianos. A los pocos años de su fundación, en 1771, se creó la Escuela de Ballet del Teatro Real o Ballet Real Danés para proporcionar bailarinas nativas, de las cuales una de las primeras fue Anine Frølich. Uno de sus primeros maestros, Vincenzo Galeotti, es considerado el auténtico fundador de la compañía. Fue maestro de la compañía de 1775 a 1816, e introdujo el ballet d'action y preparó el advenimiento del ballet romántico. A Galeotti se le atribuye la coreografía de Amors og Balletmesterens Luner (Los caprichos de Cupido y el maestro de ballet), que aún forma parte del repertorio de la compañía y es el ballet más antiguo del mundo que se sigue representando con su coreografía original.
Otro gran maestro de la compañía fue el bailarín danés August Bournonville. Durante el medio siglo que Bournonville dirigió la compañía (1828-1879), coreografió unos cincuenta ballets, de los que una docena siguen formando parte del repertorio de la compañía. Las obras están muy influidas por la escuela francesa de danza, ya que Bournonville estudió en ese país, e incluyen papeles clave para bailarines masculinos, sin duda escritos pensando en él mismo. Tras su muerte, uno de sus sucesores, Hans Beck, utilizó los pasos básicos que aprendió en las clases de Bournonville para crear la escuela Bournonville con el fin de enseñar a los bailarines contemporáneos la tradición del viejo maestro.

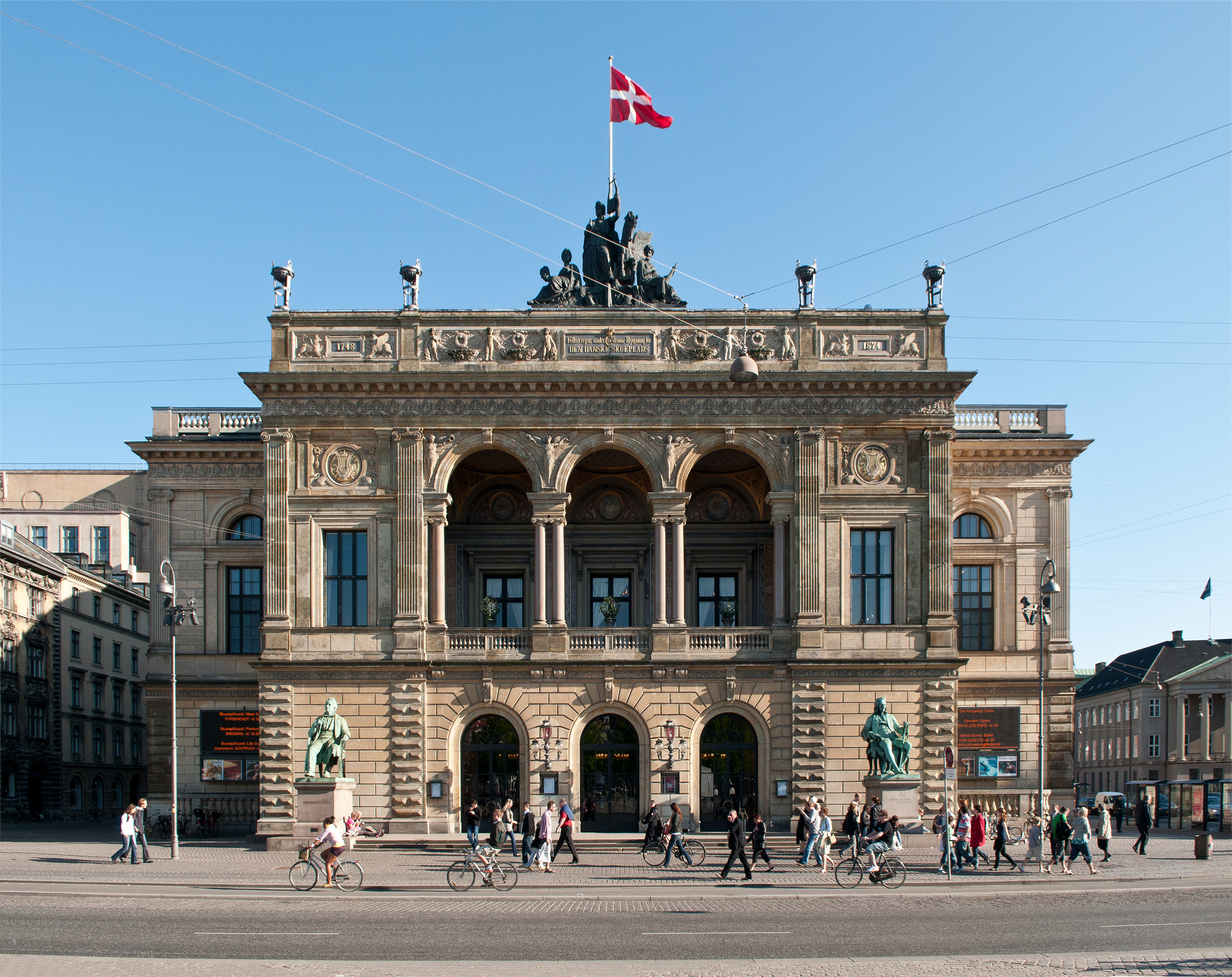
El Teatro Real Danés de Copenhague, sede principal del Ballet Real Danés

El tercer gran periodo del Ballet Real Danés llegó en 1932, cuando Harald Lander tomó el timón del cuerpo. Formado en Estados Unidos y la Unión Soviética, adaptó ballets tradicionales y coreografió obras originales para la compañía. Animó a los coreógrafos locales, que llegaron a crear obras destacadas que obtuvieron aclamación internacional. Entre ellos estaba Børge Ralov, que coreografió el primer ballet danés moderno, La viuda en el espejo, en 1934. También formó a muchos destacados bailarines internacionales, como Erik Bruhn.
Un destacado director de la compañía fue Henning Kronstam (1978-1982), que dirigió el Festival de Bournonville de 1979.
En la segunda mitad del siglo XX, el Ballet Real Danés experimentó otra transformación, y muchos coreógrafos de renombre internacional, entre ellos George Balanchine, recibieron el encargo de trabajar con él. Aunque las obras modernas adquirieron una importancia cada vez mayor en el repertorio, el ballet continuó siendo fiel también a sus raíces clásicas, lo que le valió la reputación de ser uno de los mejores cuerpos de bailarines del mundo, incorporando tanto talentos extranjeros como nacidos en el país.
En 2007 se anunció el nombramiento del bailarín principal del New York City Ballet, Nikolaj Hübbe, como director artístico.
 

## Bailarines
A continuación se listas algunos de los artistas actuales:

### Bailarines principales actuales
- Stephanie Chen Gundorph
- Marcin Kupiñski
- Holly Dorger
- Caroline Baldwin
- Ida Praetorius
- Gregory Dean
- Jonathan Chmelensky
- Jon Axel Fransson
- Andreas Kaas
- Emma Riis-Kofoed
- Wilma Giglio
- Ryan Tomash
- Alexander Bozinoff

### Solistas actuales
- Christina Michanek
- Alexandra Lo Sardo
- Lena-Maria Gruber
- Jimin Hong
- Stephanie Chen Gundorph
- Silvia Selvini
- Astrid Grarup Elbo
- Wilma Giglio
- Nicolai Hansen
- Alexander Bozinoff
- Guilherme De Menezes
- Liam Redhead